# Фіалко Валерій Олексійович
Валерій Олексійович Фіалко (27 жовтня 1950, Бердичів — 4 жовтня 2023, Київ) — український театрознавець, театральний педагог. Доктор мистецтвознавства, завідувач кафедри театрознавства Київського національного університету театру, кіно і телебачення ім. І. К. Карпенка-Карого (2004—2023), заслужений діяч мистецтв України.

## Життєпис
Народився 27 жовтня 1950 року в родині акторів. Мати — Фіалко Нонна Григорівна (заслужена артистка України), батько (вітчим) — Чуприна Володимир Андрійович, дід — Фіалко Григорій Семенович, бабуся  — Фіалко Євдокія Григорівна — всі працювали акторами в українських театрах.
1967 р. — закінчив СШ № 8 у м. Луцьк.
1972—1977 рр. — навчався в Київському державному інституті театрального мистецтва імені І. К. Карпенка-Карого за спеціальністю театрознавство.
1977—1986 рр. — працював у відділі театрознавства Інституту мистецтвознавства, фольклору та етнографії імені М. Т. Рильського АН УРСР (нині Інститут мистецтвознавства, фольклористики та етнології імені М. Т. Рильського НАН України) на посадах старшого лаборанта та  молодшого наукового співробітника.
1986 р. — захистив кандидатську дисертацію на тему «Взаємодія режисури і сценографії в сучасному українському театрі» (Всесоюзний науково-дослідний інститут мистецтвознавства, м. Москва).
З 1986 р. — працював в Київському державному інституті театрального мистецтва імені І. К. Карпенка-Карого (нині Київський національний університет театру, кіно і телебачення імені Івана Карпенка-Карого), пройшовши шлях від викладача до професора кафедри. З 2004 року до кінця життя обіймав посаду завідувача кафедри театрознавства, яка є провідним науково-педагогічним центром України з підготовки спеціалістів у галузі теорії, історії театру та театральної критики.
Викладав дисципліни: «Семінар з театральної критики», «Історія зарубіжного  театру», «Методика викладання фахових дисциплін у ВНЗ» та ін.
У 2019 р. — захистив докторську дисертацію «Трансформація образної лексики драматичного театру України другої половини ХХ століття» (Інститут мистецтвознавства, фольклористики та етнології ім. М. Т. Рильського НАН України).
У 1980-ті рр. — розпочав активну театрально-критичну діяльність, виступав з відкритими рецензіями на вистави майже всіх театрів України, друкувався у виданнях «Культура і Життя», «Український театр», «Театр» та ін.
На першому з'їзді Спілки театральних діячів України (З 1998 р. — Національна спілки театральних діячів України) Фіалка В. О. було обрано секретарем правління СТД України (1987—1990 рр).
В. Фіалко неодноразово входив до складу художніх рад провідних театрів України, був продюсером та автором сценарію документального фільму «Данило Лідер» (1989, «Артистична вітальня»), сценаристом телесеріалу «Останній аксель» (2022) — спільне виробництво MEGOGO та «SPACE Production», «Водна поліція» та ін. З 2018 р. — головний редактор кінотелекомпанії «SPACE Production».
Серед наукових пріоритетів — дослідження широкого кола проблем функціонування образної мови сценічного мистецтва; процесу становлення та розвитку «дієвої сценографії» в театрі України; творчих пошуків провідних режисерів і сценографів  України другої половини ХХ століття.  
Помер на 73-му році життя 4 жовтня 2023 року у Києві.

### Родина
- Перша дружина НаталIя Гавришова 1973-1977 роки, математик.
- Друга дружина  — Ольга Гуєвська, театрознавець.
- Донька — Дарʼя Легоні-Фіалко, медіаменеджер, продюсер та співзасновниця кінотелекомпанії «SPACE Production»[5].

## Монографії та дослідження

### Монографії
«Театр України другої половини XX століття: образна лексика» (Київ: Видавничий дім «Антиквар», 2016. 430 с.);
«Режиссура и сценография: пути взаимодействия». Київ: Мистецтво, 1989. 150 с.

### Статті у наукових виданнях (вибране)
- Фіалко В. Образна мова сценічного мистецтва в осмисленні теоретиків і практиків театру. Науковий вісник Київського національного університету театру, кіно і телебачення імені І. К. Карпенка-Карого. 2018. Вип. 22. С. 42–47.
- Фіалко В. Образна лексика українського драматичного театру другої половини ХХ століття: тенденції розвитку. Студії мистецтвознавчі: Театр. Музика. Кіно. Чис. 1(61) / [Голов. ред. Г. Скрипник]; НАН України, ІМФЕ ім. М. Т. Рильського. Київ, 2018. С. 7–13.
- Фіалко В. «Пластична драматургія» Данила Лідера. Науковий вісник Київського національного університету театру, кіно і телебачення імені І. К. Карпенка-Карого. 2017. Вип. 21. С. 63–68.
- Фіалко В. Театр і проза: пошуки сценічного еквіваленту романного мислення в українському театрі 80-х років ХХ століття. Вісник Прикарпатського університету. Мистецтвознавство’ 2015. Вип. 30–31 (Ч.ІІ). С. 73–78.
- Фіалко В. Часопростір постановок п'єс А.Чехова (український досвід у контексті практики східноєвропейських театрів 70-х — початку 80-х років ХХ століття) // Науковий вісник Київського національного університету театру, кіно і телебачення імені І. К. Карпенка-Карого. 2015. Вип. 16. С. 22–28.
- Фіалко В. Режисерські пошуки Сергія Данченка: початок київського періоду. Актуальні проблеми історії, теорії та практики художньої культури : зб. наук. праць. Вип. XXXIV. Київ: Міленіум, 2015. С. 331—339.
- Фіалко В. Сценічний час як дієвий чинник формування образних систем вистав українського театру 70–80-х років ХХ століття. Науковий вісник Київського національного університету театру, кіно і телебачення імені І. К. Карпенка-Карого. 2015. Вип. 17. С. 29–34.
- Фіалко В. Сценографія українського театру 1980-х років: пошуки в просторі малої сцени. Мистецтвознавчі записки: зб. наук. праць. Київ: Міленіум, 2015. Вип. 28. С. 180—188.
- Фіалко В. Репертуарні пошуки нової генерації режисерів 1980-х років: проблеми й тенденції оновлення жанрово-стильового діапазону українського театру. Вісник Прикарпатського університету. Мистецтвознавство’ 2014. Вип. 28–29. (Ч. ІІ) С. 167—173.
- Фіалко В. «Нова хвиля» сценографів українського театру 80-х років ХХ століття  Мистецтвознавчі записки: зб. наук. праць. Київ: Міленіум. 2014. Вип. 26. С. 277—287.
- Ігрова лексика вистав режисерів-дебютантів українського театру кінця 70-х — 80-х років ХХ століття / Валерій Фіалко //  Мистецтвознавчі записки: Зб. наук. праць. — К. : Міленіум, 2014 — Вип. 25.– С. 162—175.
- Фіалко В. Образне переосмислення національного у творчості українських режисерів і сценографів українського театру 70-х років ХХ ст. Мистецтвознавчі записки: зб. наук. праць. Київ: Міленіум, 2013. Вип. 24. С. 135—147.

## Премії, нагороди та почесні звання
- Заслужений діяч мистецтв України (2004 р.)

- Почесна відзнака Міністерства культури і мистецтва України (2004 р.)

- Почесна грамота Міністерства культури і туризму України (2010 р.)

- Орден «За заслуги» ІІІ ступеня (2011 р.)[7]

- Лауреат премії Національної спілки театральних діячів України в галузі театрознавства і театральної критики (1989, 2020)[8]